# ICO (filformat)
.ico-filer är filer som bl.a. används av Windows för att ändra utseendet på en ikon eller exekverbar fil. En ico-fil kan innehålla flera ikoner i olika storlekar och färgdjup. Det går att skapa en ico-fil genom att ändra filändelsen på en bitmappsfil, men det är inte korrekt. Bitmappsikoner är inte transparenta i alla operativsystem och har en bestämd storlek. Det finns program för att skapa korrekta ikoner, till exempel IconForge.